# 桃園市新屋區蚵間國民小學
桃園市新屋區蚵間國民小學，簡稱蚵間國小，位於桃園市新屋區後庄村，是一所臨海且偏遠的迷你國小，附設幼兒園。

## 學校特色
除了許多木棉為特色外，更以花鼓為名，也常常到各地表演或者附近寺廟表演常常大受好評，也參加過縣比賽。學校也成立少棒隊。
推動多元閱讀與推廣藝術教育。
種植木棉，黑板樹，鳳凰木，木麻黃，龍柏，小葉欖仁等等。

## 註解
1. ↑  1956年2月奉縣府准稱為蚵間國民學校
2. ↑  一到六年級各1班